# Austropleospora
Austropleospora är ett släkte av svampar. Austropleospora ingår i klassen Dothideomycetes, divisionen sporsäcksvampar och riket svampar.